# Ilse Helbich
Ilse Helbich (* 22. Oktober 1923 in Wien; † 26. Jänner 2024) war eine österreichische Publizistin und Schriftstellerin.

## Leben
Ilse Helbich wurde in Wien als Tochter des Bauunternehmers Friedrich Carl Hartl (1896–1985) und seiner Frau Maria (1900–1987), geborene Seidl, geboren. Sie wuchs in Wien auf, besuchte dort die Schulen und studierte an der Universität Wien Germanistik, Philosophie und Geschichte. Das Studium schloss sie 1947 mit der Promotion ab. Anschließend absolvierte sie eine Buchhändlerlehre bei W. Krieg und eine Ausbildung zur Verlagskauffrau beim Springer-Verlag, bei dem sie nach der Lehrabschlussprüfung auch angestellt wurde.
Die Baufirma des Vaters stellte Fertighäuser aus Holz her („Hartl Haus“); nach dem frühen Tod ihres jüngeren Bruders Fritz Hartl (1927–1953) wäre Ilse daran interessiert gewesen, in die Firma einzutreten. Dies war jedoch in der streng patriarchalischen Weltordnung des Vaters undenkbar.
1951 heiratete sie den Rechtsanwalt und späteren Generalsekretär der österreichischen Industriellenvereinigung Franz Helbich (1924–2012) und gab ihre berufliche Tätigkeit auf, weil verheiratete Frauen in den großbürgerlichen Kreisen, in denen sie aufgewachsen war, nicht arbeiteten. Zwischen 1952 und 1963 brachte sie fünf Kinder zur Welt. 
Das Schreiben war ihr immer wichtig; neben der Familie war sie in einer Art „Nebenerwerb“ für verschiedene Tageszeitungen tätig, unter anderem mit Beiträgen zu Wirtschaftsfragen und ab 1972 mit einer alle zwei Wochen erscheinenden Kolumne im Feuilleton der Tageszeitung Die Presse. Für den Österreichischen Rundfunk (ORF) verfasste sie Drehbücher für das Fernsehen (unter anderem für die Sendereihe Der Fenstergucker) sowie zahlreiche Radiobeiträge, ab Mitte der 1990er Jahre für die Sendereihe Diagonal auf Ö1.
1981 ließ sie sich von ihrem Ehemann scheiden und „tauscht noch im Alter ein Fortleben in konventionellen Erwartungen gegen den neuen Weg ins Offene ein“.
1985 erwarb Ilse Helbich die Alte Post im Zentrum von Schönberg am Kamp und renovierte sie. Die Geschichte dieses Hauses, verwoben mit autobiographischen Elementen, schrieb Ilse Helbich, die sich erst Ende der 1980er Jahre der Prosa zuwandte, in dem Roman Das Haus (2009) nieder. Ihr erstes Buch, den autobiografischen Roman Schwalbenschrift mit dem Untertitel Ein Leben von Wien aus, hatte die damals bereits 80-jährige Autorin 2003 veröffentlicht.
Ilse Helbich lebte in Schönberg am Kamp und in Wien. Am 26. Jänner 2024 verstarb sie im Alter von 100 Jahren.

## Auszeichnungen
- 2018: Niederösterreichischer Kulturpreis – Würdigungspreis in der Sparte Literatur[3][4]

## Werke
- Schwalbenschrift. Ein Leben von Wien aus. Libelle Verlag, Lengwil 2003, ISBN 3-909081-96-7.
- Iststand. Sieben Erzählungen aus dem späten Leben. Löcker, Wien 2007, ISBN 978-3-85409-461-6.
- Das Haus. Roman. Literaturverlag Droschl, Graz und Wien 2009, ISBN 978-3-85420-762-7.
- Fremde. Erzählungen. Literaturverlag Droschl, Graz 2010, ISBN 978-3-85420-774-0.
- Grenzland Zwischenland. Erkundungen. Literaturverlag Droschl, Graz und Wien 2012, ISBN 978-3-85420-796-2.
- Vineta. Literaturverlag Droschl, Graz und Wien 2013, ISBN 978-3-85420-845-7.
- Schmelzungen. Literaturverlag Droschl, Graz und Wien 2015, ISBN 978-3-85420-964-5.
- Im Gehen. Gedichte. Literaturverlag Droschl, Graz und Wien 2017, ISBN 978-3-99059-002-7.
- Zwei Geschichten vom Glück. Edition Thurnhof, Horn 2018, ISBN 978-3-900678-41-8.
- Helmut Neundlinger, Fermin Suter (Hrsg.): Ich möchte noch einmal irgendwo fremd sein. Ilse Helbich – schreiben im Gegenwartszustand. Literaturedition Niederösterreich, St. Pölten 2019, ISBN 978-3-902717-51-1.
- Diesseits. Gesammelte Erzählungen. Literaturverlag Droschl, Graz und Wien 2020, ISBN 978-3-99059-050-8.
- Gedankenspiele über die Gelassenheit. Literaturverlag Droschl, Graz und Wien 2021, ISBN 978-3-99059-076-8.[5]
- Anderswohin. Vom Träumen, Suchen und Finden. Literaturverlag Droschl, Graz und Wien 2022, ISBN 978-3-99059-102-4.
- Wie das Leben so spielt. Literaturverlag Droschl, Graz 2023, ISBN 978-3-99059-141-3.